# Station Piekary Śląskie Szarlej
Station Piekary Śląskie Szarlej is een spoorwegstation in de Poolse plaats Piekary Śląskie-Szarlej.